# Milchsammelstelle Dünzelbach

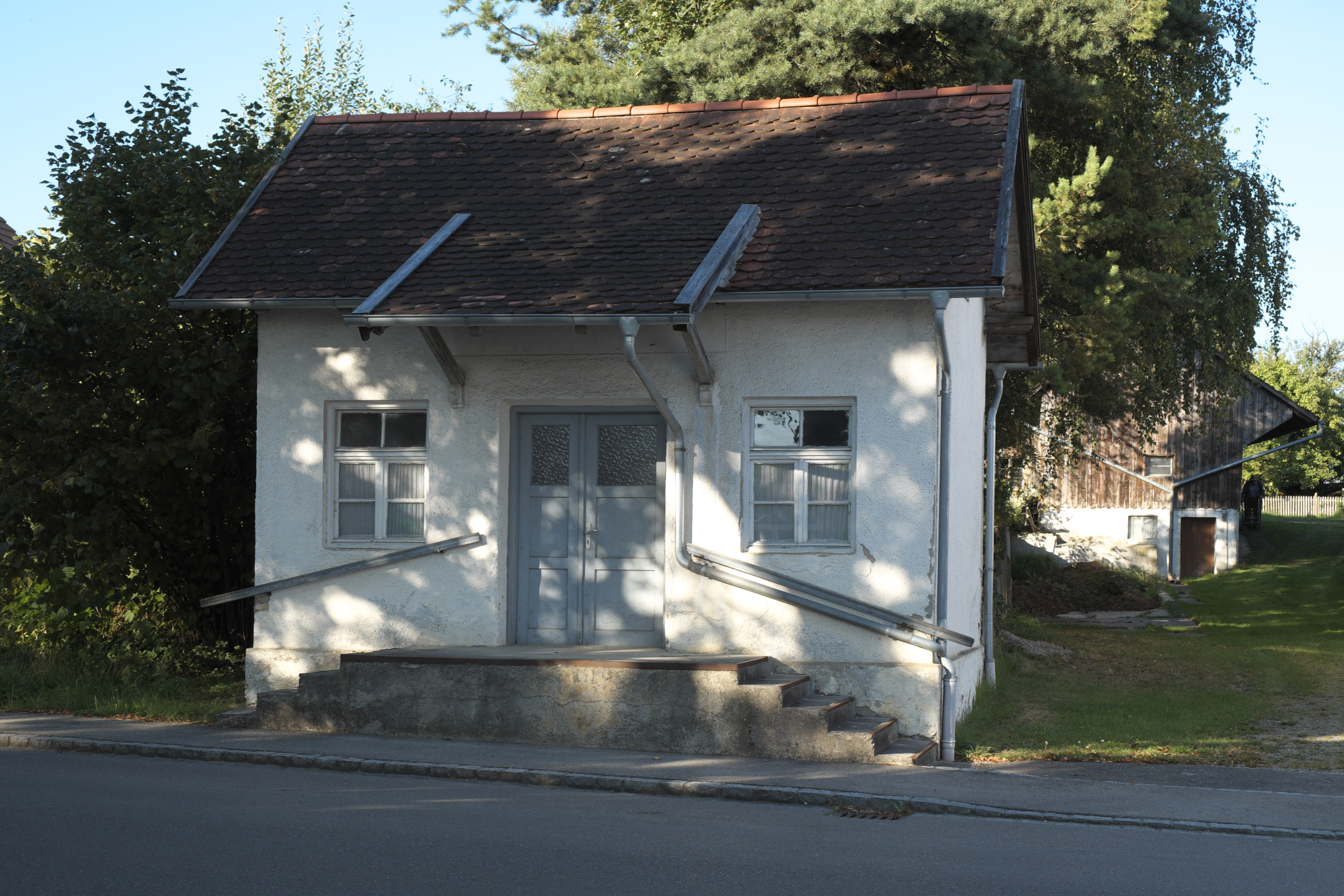
Milchsammelstelle in Dünzelbach

Die ehemalige Milchsammelstelle Dünzelbach ist ein kleiner Putzbau mit doppelseitiger Laderampe im Ortsteil Dünzelbach der Gemeinde Moorenweis im oberbayerischen Landkreis Fürstenfeldbruck. Das erhöhte Gebäude mit teilweise verlängertem Satteldach wurde um 1920 gebaut und ist unter der Nummer D-1-79-138-55 als Denkmalschutzobjekt in der Liste des Bayerischen Landesamtes für Denkmalpflege eingetragen.